# Phare du cap Lizard
Le cap Lizard est le point le plus au sud de l'Angleterre installer un phare au cap Lizard permet de signaler efficacement l’approche des côtes anglaises.

## Histoire
Un phare privé est construit, par Sir John Killigrew, en 1619, au cap Lizard en Cornouailles (Royaume-Uni), mais l'impossibilité de percevoir une taxe de passage conduit à sa fermeture en 1623.
En 1762, la Trinity House a une station, à deux tours alimentée au charbon, louée pour 61 ans à un certain Thomas Fonnereau. Les feux au charbon sont remplacés par des lampes à huile Argand en 1812, qui sont à leur tour remplacées en 1878 par une lampe à éclats alimentée par générateur électrique.
En 1903, le système à deux tours est arrêté et remplacé par un seul feu à éclat. Il a un éclat blanc toutes les 3 secondes et une portée de 26 milles. En cas de brouillard, une corne de brume donne également 1 coup toutes les 30 secondes.
Le phare a été automatisé en 1998.